# 145e régiment d'infanterie (France)
Le 145e régiment d'infanterie (145e RI) est un régiment d'infanterie de l'Armée de terre française créé sous la Révolution à partir de la 145e demi-brigade de première formation.

## Création et différentes dénominations
- 1795: Création de la 145e demi-brigade de première formation
- 1796 : le no 145 n'est pas recréé. Le numéro reste vacant.
- 19 mars 1813 : Création du145e régiment d'infanterie de ligne
- 1814 : Dissolution, le numéro reste vacant
- 25 juillet 1887 : recréation du 145e régiment d'infanterie.
- Considéré comme anéanti en 1914, le régiment n'est pas reconstitué en 1919.

## Colonels/Chef de brigade
- 1795 : chef-de-brigade François Joseph Thorillon du Bourg de Vacherolles, devenu ensuite général de brigade.
- 1796 : Le numéro est vacant jusqu'en 1813.
- 1813 : colonel François-Antoine Nicolas.
- 1813 : colonel Henry Dolisie.
- 1814 : Le numéro est vacant jusqu'en 1887.
- Du 8 septembre 1887 au 30 novembre 1893 : lieutenant-colonel puis colonel Eugène Uffler.
- Du 4 mai 1894 au 30 décembre 1899 : colonel Joseph-Marius-Achille Parent.
- Du 30 décembre 1899 au 11 octobre 1901 : colonel Paul-Théodore Lacroisade.
- Du 12 octobre 1901 au 29 décembre 1902 : colonel Henry-Louis Lefebvre.
- Du 30 décembre 1902 au 21 décembre 1907 : colonel Joseph-Lucien Persil.
- Du 24 décembre 1907 au 22 septembre 1912 : colonel Marie-Charles-Julien-Raoul Martin de Laporte.
- Du 23 septembre 1912 au 8 septembre 1914 : colonel Gabriel-Emile Strasser.

## Historique des garnisons, combats et batailles

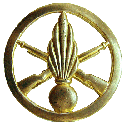
insigne de béret d'infanterie

### 145edemi-brigadede première formation (1795-1796)

#### Guerres de la Révolution
La 145e demi-brigade de première formation est formée en 1795 avec les :
- 1er bataillon du 79e régiment d'infanterie (ci-devant Boulonnais)
- 2e bataillon de volontaires des Hautes-Pyrénées
- 3e bataillon de volontaires de la Haute-Vienne

Forte de 1 045 hommes, la 145e demi-brigade de première formation, placée dans la brigade du général Beyrand, à la 1re division sous les ordres du général Augereau fait les campagnes de l'an III et de l'an IV à l'armée des Pyrénées-Orientales. Elle campe en avant de Figuères, au camp de l'Égalité.

##### Armée des Pyrénées-Orientales
Bataille de la Fluvia - (26 prairial an III (14 juin 1795))
Le général Scherer qui avait pris, à la fin de mai, le commandement de l'armée des Pyrénées-Orientales, ordonna un fourrage pour le 14 juin. La division Augereau se porta sur les bords de la Fluvia pour le protéger, dans la nuit du 13 au 14. Le général Beyrand occupa les hauteurs de Pontos, en avant de Bascara. Une colonne ennemie de 20 000 hommes déboucha de cette dernière ville et assaillit de toutes parts la brigade Beyrand qui, malgré sa grande infériorité numérique, résista avec intrépidité. Sur le point d'être cerné, le général Beyrand se vit contraint à la retraite, mais, ayant reçu un renfort de 3 000 hommes de la 2e division, il reconquit toutes ses positions et força les Espagnols à repasser la Fluvia. Le fourrage terminé, l'armée revint dans ses camps, emmenant avec elle 300 chariots de blé. 

À partir de cette époque, les deux armées ne se livrèrent plus aucun combat. Les Espagnols s'occupèrent de l'instruction de leurs recrues, et les Français, affaiblis par les maladies et les désertions à l'intérieur, se trouvèrent dans l'impossibilité de reprendre l'offensive.

Les grandes chaleurs et l'air malsain de la plaine de l'Ampourdan décidèrent le général Scherer à s'éloigner des bords du Manol. La 145e demi-brigade alla occuper les hauteurs de Villana où elle fut successivement aux ordres des généraux de brigade Genin et Thouret. Le général Augereau conserva le commandement de la division. La paix avec l'Espagne ayant été signée à Bâle le 22 juillet 1795, les hostilités cessèrent. Sur l'ordre d'une dépêche du Comité de salut public, on envoya de suite 6 000 hommes à l'armée d'Italie. Pour échapper aux fièvres qui décimaient son armée, le général Scherer évacua l'Espagne le 20 août, sans attendre l'échange des ratifications. Il laissa seulement 3 600 hommes sous les ordres du général Augereau. La 145e demi-brigade fut un des corps qui restèrent en Espagne. L'échange des ratifications eut lieu le 26 août, et les places de Roses et de Figuières furent rendues aux Espagnols le 7 décembre. Les troupes françaises prirent alors des cantonnements dans les environs de Perpignan. L'armée des Pyrénées-Orientales ayant été définitivement dissoute, 33 bataillons organisés en trois divisions commandées par les généraux Augereau, Sauret et Charlet, allèrent renforcer l'armée d'Italie. La 145e demi-brigade, forte de 881 hommes, partit de Lupiale le 23 septembre, pour se rendre à Nice sans s'arrêter.

##### Armée d'Italie
Affecté à l'armée d'Italie début novembre, la 145e demi-brigade forme avec la 147e demi-brigade de première formation la brigade Saint-Hilaire de la 1re division, Augereau. Cette brigade passa sous le commandement du général Bizanet vers la fin du même mois.
Bataille de Loano - (23 et 24 novembre 1795)
D'après le plan arrêté entre le général en chef Schérer et le général Masséna, il y eut trois attaques contre les Austro-Sardes; une simulée et deux véritables. Le général Sérurier prit le corps de gauche, Schérer celui de droite, et Masséna dirigea la principale attaque contre le centre ennemi.

Les 12 000 hommes arrivés des Pyrénées, commandés par le général Augereau, étaient à la droite. 

L'attaque du centre, par Masséna, réussit à merveille. L'attaque de droite, par le général Schérer, eut aussi un plein succès. L'adjudant général Rusca se porta, au pas de charge, à la tête d'une colonne de 1 700 hommes dont faisaient partie deux bataillons de la 145e, sur trois mamelons retranchés qui formaient les avant-postes de l'ennemi, en avant de Loano. Deux des redoutes furent emportées d'assaut en vingt minutes, et la troisième fut abandonnée par l'ennemi épouvanté lorsqu'il se vit sur le point d'être entouré.

Ensuite, l'adjudant-général Rusca seconda le chef de brigade Lannes, et cinq positions retranchées, garnies de canons et placées les unes derrière les autres, furent emportées successivement.

À quatre heures et demie, éclata un orage épouvantable qui amena une profonde obscurité et favorisa l'armée ennemie qui battait en retraite.

Le lendemain, Augereau se jeta à sa poursuite et l'atteignit dans les gorges de San-Giacomo que Massena occupait déjà, de sorte que les Autrichiens, pressés par derrière, sur leur front et sur leurs flancs, ne purent se défendre. Toute cette partie de l'armée austro-sarde fut mise en déroute.

À la suite de ces succès de la droite et du centre, le général Sérurier, auquel on envoya 5 000 hommes de renfort, prit à son tour l'offensive, les 25, 26, 27 et 28 novembre, et força l'ennemi à se réfugier dans le camp retranché de Ceva. 
Dans cette bataille mémorable, 32 000 Français, dénués des choses essentielles, sans cavalerie, sans pain, sans habits, sans souliers pour la plupart, vainquirent plus de 50 000 Autrichiens et Piémontais fournis abondamment de tout, postés sur des montagnes escarpées, derrière des retranchements défendus par 100 pièces de canon.
Le général Scherer, dans son rapport, rendit justice à l'intrépidité des troupes venues des Pyrénées.
La bataille de Loano termina la campagne en Italie. Les deux armées prirent leurs quartiers d'hiver, attendant le retour du printemps pour recommencer la lutte. L'armée d'Italie resta abandonnée du gouvernement, qui s'occupait exclusivement de réparer les revers éprouvés sur les bords du Rhin. Le dénuement dans lequel on laissa les vainqueurs de Loano empêcha le général Schérer de tirer tout le parti désirable de sa victoire. Il n'y avait plus ni habillement, ni vivres, ni munitions. La faim et la misère entraînèrent les soldats à des excès, qu'on réprima par des moyens disciplinaires rigoureux.
La 145e demi-brigade resta à la 1re division Augereau, mais la brigade dont elle faisait partie passa sous les ordres du général Perrin, à la fin de 1795. La 145e demi-brigade fut cantonnée à Bardineto.
Un second amalgame de l'infanterie ayant été prescrit par un arrêté du 18 nivôse an IV (8 janvier 1796), la 145e demi-brigade entra dans la composition de la 4e demi-brigade deuxième formation, le 10 germinal an IV (30 mars 1796).
L'unité étant dissoute, le no 145 devient vacant.

### 145erégimentd'infanterie de ligne (1813-1814)

#### Guerres de l'Empire
Le 145e régiment d'infanterie de ligne est formé à Lyon le 7 février 1813, avec les :
- 6e cohorte du premier ban de la garde nationale formée dans le département de Seine-et-Oise[Note 1]
- 23e cohorte du premier ban de la garde nationale formée dans le département de l'Hérault
- 24e cohorte du premier ban de la garde nationale formée dans le département de l'Aveyron
- 25e cohorte du premier ban de la garde nationale formée dans le département de l'Ardèche.

Le régiment fut organisé à 4 bataillons de guerre, comprenant 75 officiers et 2 408 hommes de troupe. Le dépôt, primitivement à Toulon, fut transféré à Marseille, où l'on créa, le 1er avril, le 5e bataillon, à 4 compagnies, dont l'effectif total était de 14 officiers et 432 hommes de troupe.

##### Campagne d'Allemagne
Le 145e fait la Campagne d'Allemagne de 1813 à la 2e brigade du général Godard de la 9e division du général Delmas du 3e corps de la Grande Armée, commandé par le maréchal Ney. Cette brigade passa ensuite sous les ordres du général Brayer. Le régiment eut d'abord 4 bataillons de guerre au 3e corps. Il était sous les ordres du colonel François-Antoine Nicolas, ancien chef de bataillon du 63e de ligne. Des officiers n'étaient pas en état de faire campagne. Le 27 mars et le 9 avril, par ordre du maréchal Ney, 19 capitaines, 6 lieutenants et 4 sous-lieutenants furent soit congédiés soit mis à la retraite. Après avoir participé à la bataille de Mockern, le 3e corps était à Erfurth vers le 20 avril, lorsque Napoléon vint prendre le commandement de la nouvelle armée qu'il avait organisée.
Dans les derniers jours du mois d'avril, les différents corps se concentrèrent entre Leipzig et la Saale. Le prince Eugène, ayant appris la marche du 3e corps, chercha à opérer sa jonction avec lui le plus près possible de Leipzig. Le 26 avril, le 3e corps se rendit à Naumbourg. Le 29, son avant-garde rencontra à Weissenfels, une division de cavalerie russe qui fut obligée de se replier.
Le 1er mai, l'armée française continua son mouvement sur Leipzig, et le 3e corps livra le combat de Weissenfels, qui contraignit Wintzingerode à la retraite. Le prince Eugène opéra sa jonction avec l'Empereur le même jour.
Bataille de Lützen - (2 mai 1813)
Le lendemain, 2 mai, c'est la bataille de Lützen. L'armée russo-prussienne prononça son attaque à dix heures du matin dans la plaine, se dirigeant sur Kaya, présentant plusieurs colonnes très profondes. Aussitôt, le maréchal Ney fil prendre les armes au 3e corps qui était au centre de l'armée française et qui soutint d'abord seul toute l'attaque. Ce corps résista avec intrépidité au corps d'armée du général Blücher, qui était en première ligne et que le général en chef Wittgenstein fit soutenir par deux divisions du corps d’Yorck, puis par le corps de Wintzingerode et la réserve de cavalerie russe. Accablé par le nombre, le 3e corps avait été obligé d'abandonner les villages de Kleingörschen et de Rahna, lorsque le 6e corps français entra en ligne et arrêta net l'ennemi.

Blücher fit donner la garde prussienne, réserve de son corps d'armée, et les Prussiens atteignirent le village de Kaya, qui fut pris, perdu et repris trois fois. Alors, la division Ricard, dernière réserve du 3e corps, s'avança à son tour et reconquit Kaya. Toutes les divisions du 3e corps rivalisèrent d'intrépidité. Cependant, Wittgenstein ayant fait avancer une division russe au secours des Prussiens, ceux-ci s'emparèrent encore une fois de Kaya. L'Empereur employa sa réserve. À 4 heures du soir, le prince Eugène survint avec le 11e corps, culbuta la droite des Prussiens, menaçant leurs derrières. La Jeune Garde s'élança sur Kaya. L'ennemi fut enfoncé et ramené dans sa première position du matin, après une lutte acharnée qui dura jusqu'à la nuit. Le général Wittgenstein profita de l'obscurité et battit en retraite.
Sur les 12 000 hommes tués ou blessés de l'armée française, la plus grande partie appartenait au 3e corps, qui avait eu la principale part à cette victoire. Le 145e de ligne, composé, comme tous les régiments nouvellement formés ou réorganisés, de soldats inexpérimentés, sans grande instruction militaire, non habitués aux fatigues, avait cependant montré la solidité et la valeur de vieilles troupes. C'est avec justice que Napoléon dit, le soir de la bataille, de ces soldats improvisés : « Depuis dix-sept ans que je commande les armées françaises, je n'ai jamais vu plus de bravoure et plus de dévouement. »
Le 145e fut très éprouvé. Il eut 6 officiers tués (3 capitaines et 3 lieutenants ou sous-lieutenants), et 10 officiers blessés. Ses pertes, en sous-officiers ou soldats, furent de 26 tués, 230 blessés et 296 prisonniers ou disparus. Mais un certain nombre de disparus n'étaient qu'égarés et rejoignirent plus tard.
Après Lutzen, le 3e corps marcha sur Wittenberg et Torgau, pour menacer Berlin. Il se mit en route le 4 mai, occupa Plösen et Mockau (de) le 5 mai, se dirigea sur Düben et Wittenberg le 10 mai, traversa Torgau le 11 mai, marcha sur Luckau le 14 mai, sur Spremberg le 15 mai, répartit ses divisions entre Hoyerswerda et Senftenberg le 17 mai. Les divisions Delmas et Souham étaient à Niesendorf (de) le 19 mai.
Bataille de Bautzen - (20 mai 1813)
L'ennemi occupait Bautzen et les hauteurs qui se trouvent à droite et à gauche de la ville. Napoléon concentra ses corps et prit ses dispositions d'attaque.

Le maréchal Ney, avec les 3e, 5e et 7e corps, reçut l'ordre de se rapprocher de Klix (de), de franchir la Sprée, de tourner la droite de l'ennemi pour se diriger sur Wurschen et de là sur Weissenberg, pendant que le reste de l'armée attaquerait les alliés de front. Le 3e et le 5e corps allèrent se placer en face de Klix (de) ; le 7e corps resta plus en arrière, vers Stier. Pendant ce temps, les autres corps franchirent la Sprée et emportèrent des positions importantes. Mais la journée de Bautzen n'était que le prélude d'un engagement plus sérieux, l'empereur Alexandre étant décidé à livrer une grande bataille dans ses retranchements, sur une position que l'ennemi croyait inexpugnable.
Bataille de Wurschen - (21 mai 1813)
Les alliés n'avaient pas compris le but de la marche du maréchal Ney et n'avaient laissé à leur aile droite que les deux corps de Barclay et de Blücher, qui s'y trouvaient déjà la veille. Napoléon, pour tromper l'ennemi, attaqua avec acharnement sa gauche et l'amena à la renforcer.

Pendant ce temps, le maréchal Ney, avec les 3e et 5e corps, culbuta le corps de Barclay de Tolly, à Klix (de), passa la Sprée et enleva le village de Preititz (de). Blücher y envoya de nombreux renforts, et les Prussiens reprirent ce village. Mais grâce aux succès des attaques des autres corps, les alliés furent obligés de dégarnir leur droite. Le maréchal Ney en profita pour reprendre Preititz, et il avança sur Wurschen en débordant tout à fait la droite ennemie. A 4 heures, le centre et la droite des alliés furent contraints à la retraite, et à 7 heures, le 3e et le 5e corps arrivèrent à Würschen.

Malgré les nombreuses pertes que le 145e avait supportées peu de jours auparavant à Lutzen, il prit une part active à cette brillante victoire. Le colonel François-Antoine Nicolas fut blessé à la tête de son régiment. Le 145e eut encore, à la bataille de Wurschen, 26 hommes tués, 286 blessés, dont 9 officiers, 135 disparus, soit une perte totale de 447 hommes.
Les jours suivants, l'armée française poursuivit l'ennemi en retraite. Le 3e corps se remit en marche, arriva à Görlitz le 23 mai, à Waldau le 24 mai, à Buntzlau le 25 mai, à Haynau le 27 mai, à Neumarkt in Schlesien le 28 mai, se dirigeant sur Breslau. Il s'arrêta le 31 mai à Lissa. Le 4 juin, un armistice fut conclu. La Russie et la Prusse en profitèrent pour réorganiser et renforcer leurs armées. Napoléon combla aussi les vides de la sienne par de nouvelles levées, compléta les cadres et forma des réserves. Le 145e, qui était à Gassendorf le 15 juin, se rendit le 18 au camp de Liegnitz, où il resta pendant la fin du mois de juin et pendant le mois de juillet. Il s'y réorganisa. En exécution du décret impérial du 17 juin, le 4e bataillon fut amalgamé dans les trois premiers. Le colonel François-Antoine Nicolas, blessé, fut remplacé dans le commandement du régiment par le major Anthelme, puis, après l'armistice, qui prit fin le 10 août, par le colonel Henri Dolisie.
Dès le 14 août, Blücher se mit en mouvement. Le 3e corps, qui était à Liegnitz, se replia sur Haynau, dans la nuit du 17 au 18, après un léger engagement de son arrière-garde avec le général Sacken. Après avoir essayé de marcher sur Loewenberg avec le 3e corps, le maréchal Ney se retira, dans la nuit du 19 au 20, sur Buntzlau. Napoléon, étant arrivé à Loewenberg, fit reprendre l'offensive. Le 3e corps re-passa le Bober à Buntzlau, attaqua Sacken et le repoussa de toutes ses positions. Le 22 août, Ney chassa encore Sacken de Woltshayn et le rejeta sur Liegnitz.
Pendant le combat de Goldberg, le 23 août, le 3e corps prit position devant Liegnitz. Napoléon se rendit à Dresde et emmena Ney avec lui, Il confia le commandement de l'armée qui restait sur le Bober (3e, 5e, 11e corps et 2e corps de cavalerie) au maréchal Macdonald. Le 3e corps passa sous les ordres du général Souham à partir du 23 août.
Bataille de Katzbach - (26 août 1813)
Blücher reprit l'offensive en même temps que Macdonald. Le 3e corps ne put arriver assez tôt pour soutenir le 11e corps qui fut repoussé avec pertes et acculé à la Katzbach par les corps de Sacken et d'Yorck. Deux divisions du 3e corps cherchèrent à opérer une diversion, mais elles furent bousculées par le corps de Sacken. Le 145e RI fit très bonne contenance. Pendant la nuit, Macdonald se retira sur Buntzlau où se réunirent aussi les 3e et 5e corps. La retraite fut continuée, et le 3e corps, qui avait le moins souffert, forma l'arrière-garde.
Le 4 septembre, Macdonald abandonnait la position de Hochkirch et continuait sa retraite sur Bautzen, lorsqu'il rencontra l'Empereur venant de Dresde avec la garde impériale, le 6e corps et la cavalerie de Latour-Maubourg. Napoléon l'arrêta et fit reprendre l'offensive. L'avant-garde de Blücher fụt repoussée. 
Le 6 septembre, Macdonald se porta sur Reichenbach, et Blücher repassa la Neisse et la Queis. L'Empereur retourna à Dresde.
Le 9 septembre, Blücher effectua un mouvement offensif, Macdonald battit en retraite sur Bautzen le 10 septembre, sur Göda, le 11 septembre, sur Bischofswerda le 12 septembre et enfin sur Harthau le 14 septembre. Napoléon revint le 22 et reporta l'armée en avant sur Bischofswerda, puis fit concentrer le 24 septembre les 3 corps de Macdonald dans la position de Weissig, à une lieue et demie en avant de Dresde.
L'armée de Silésie, commandée par Blücher, ayant franchi l'Elbe, Napoléon résolut de se porter contre elle pour la rejeter au-delà de ce fleuve et retarder la concentration des alliés. Dans la nuit du 10 au 11 octobre, Blücher et le prince de Suède replièrent leurs armées sur la Saale, à Rothenburg et à Halle. Le général Tauenzien fut laissé à Dessau pour couvrir les ponts et veiller à la sûreté de Berlin. Le maréchal Ney fut chargé d'attaquer Dessau avec le 3e corps. Tauenzien, apprenant son approche, ne laissa qu'une de ses divisions dans cette ville, et se replia sur Rosslau.
Combat de Dessau - (12 octobre 1813)
C'est alors que la division Delmas, chargée d'attaquer Dessau, livra un des brillants combats de cette campagne. L'arrière-garde prussienne fut chargée avec vigueur au passage de la Mulde, et perdit 3 000 hommes et 6 canons. L'ennemi s'enfuit à la hâte, repassa l'Elbe, détruisit le pont de Rosslau et se retira par Zerbst sur Potsdam et Berlin. La déclaration de guerre de la Bavière força Napoléon à se rapprocher de la ligne d'opérations de Leipzig. Le 16 octobre, la division Delmas était en marche, avec l'artillerie du 3e corps, sur la route d'Eilenbourg, pour se rendre à Leipzig, lorsque le 6e corps eut à soutenir le combat de Möckern. La division Delmas fit un à droite et rejoignit le 6e corps avec lequel elle passa la Parthe vers Schönefeld, à 6 heures du soir, après avoir vainement essayé de reprendre Möckern.
Bataille de Leipzig - (18 octobre 1813)
Le 17 octobre au soir, toutes les forces des coalisés se trouvèrent réunies devant Leipzig. Entouré par des forces plus que doubles, Napoléon diminua son front. Le maréchal Ney, opposé à l'armée de Silésie, commanda l’aile gauche. Le 3e corps fut placé à Neutsch (de) et Thekla (de), ayant à sa gauche le 6e corps et à sa droite le 7e. Mais au début de la bataille, il recula par suite des manœuvres de l'ennemi, pour opérer sa liaison avec le restant de l'armée. La trahison des troupes saxonnes du 7e corps, qui passèrent à l'ennemi avec leur artillerie, affaiblit considérablement l'aile gauche. Malgré tout, le 6e corps défendit avec acharnement le village de Schönefeld contre le général russe Langeron, mais il finit par manquer de munitions. Le 3e corps vint le relever, vers les 3 heures. Langeron engagea alors deux nouvelles divisions. Schönefeld fut pris, perdu et repris plusieurs fois. Malgré leur héroïsme, les troupes du 3e corps ne purent tenir contre des adversaires trop nombreux. Le village, jonché de cadavres, resta au pouvoir des Russes.

L'armée suédoise et le corps de Wintzingerode s'étaient avancés contre le 7e corps, et n'avaient plus trouvé que la division Durutte qui allait être écrasée, lorsque la division Delmas accourut avec la brigade légère du général Beurmann, et repoussa les Suédois. Mais la lutte était trop inégale. Plus de 30 000 hommes assaillirent cette faible colonne. Le 145e régiment de ligne éprouva des pertes sensibles. Le 2e bataillon envoyé pour débusquer les tirailleurs ennemis d'un bois, eut affaire à des forces bien supérieures et une partie fut fait prisonnier dans la mêlée. Le général Delmas, qui avait demandé lui-même à reprendre du service pour cette campagne, fut blessé mortellement.
Napoléon, apprenant la situation critique de son aile gauche, s’y porta avec une partie des réserves et repoussa l'ennemi jusqu'à Schönefeld d'où on ne put le déloger. Cette bataille fut très glorieuse pour les troupes du maréchal Ney puisqu'elles ne se montaient pas à 40 000 hommes, et elles luttèrent avec héroïsme contre plus de 150 000. Le 145e RI perdit, pendant les journées des 16, 17 et 18 octobre, 3 officiers tués et 7 prisonniers, 23 hommes de troupe tués et 41 prisonniers.
L'armée française commença à battre en retraite le 19 octobre. Le 3e corps se distingua encore dans la défense de Leipzig. Le prince de Suède étant arrivé, dès le matin, devant les faubourgs de l'Est, un combat acharné s'engagea aux palissades de « Hinterthor » et de « Kohlgaertenthor ». Vorontsov attaqua Grimma et l'hôpital, mais les troupes du 3e corps se logèrent dans les maisons et arrêtèrent l'ennemi. Les portes de la ville ayant été forcées, les Français se retirèrent en défendant le terrain pied à pied après avoir subi des pertes considérables.
La déplorable erreur du génie qui fit sauter le pont de l'Elster trop tôt, livra aux coalisés les dernières troupes qui combattaient encore pour protéger la retraite. Le 145e RI perdit 1 chirurgien et 30 hommes faits prisonniers.
Le 2 novembre, l'armée française repassa le Rhin, après avoir remporté, le 30 octobre, la belle victoire de Hanau à laquelle le 145e RI contribua.
Le 145e régiment d'infanterie de ligne fut presque complètement détruit dans cette terrible campagne. Le 10 novembre, il n'avait plus que 43 officiers et 833 hommes de troupe en état de combattre ; 153 hommes, dont 4 officiers, étaient malades ou blessés. Aussi,à la réorganisation de l'armée, arrêtée par l'Empereur le 7 décembre, on ne voit plus figurer qu'un bataillon affecté à la 8e division, du général Ricard, composée des débris du 3e corps. Le cadre du 1er bataillon fut complété, puis l'excédent renvoyé au dépôt le 13 novembre.
À la fin de 1813, le général de division Ricard prit le commandement du 3e corps, le général Souham étant parti le 7 novembre en congé de deux mois pour guérir ses blessures, et il en ramena les dernières troupes à Mayence pour former une seule division. Il la conduisit à Coblentz, afin de l'opposer aux troupes coalisées qui se disposaient à passer le Rhin.

##### Campagne de France
Au commencement de janvier 1814, le 1er bataillon du 145e RI était toujours à la division du général Ricard, qui était la 1re division du 6e corps d'armée commandé par le maréchal Marmont.
Le corps d'armée russe de Sacken effectua le passage du Rhin dans la nuit du 31 décembre 1813 au 1er janvier 1814. La campagne de France commençait.
La division Saint-Priest, du corps de Langeron, entoura dans Coblentz la division Durutte, qui put difficilement s'échapper en perdant de nombreux hommes et fut secourue à propos par la division Ricard, qu'elle venait de relever. Les deux divisions françaises réunies gagnèrent la Sarre par Lembach. Le 6 janvier, le maréchal Marmont s'établit sur la rive gauche de la Sarre à Forbach, et fit défendre l'espace entre Sarrelouis et Sarreguemines par les divisions Ricard et Durutte. Le 10 janvier, le général Sacken prépara des ponts. Marmont battit en retraite et prit position sous Metz le 12 janvier. Le 13 janvier, la division Ricard exécuta une reconnaissance sur Pont-à-Mousson et Nancy, et apprit que l'ennemi était maître de cette dernière ville. Marmont laissa le général Durutte à Metz et se retira sur Verdun, derrière la Meuse.
L'armée française était dans un complet dénuement. Elle ne recevait plus ni solde ni distributions. Les troupes vivaient sur le pays. Des corps d'armée frappèrent des emprunts forcés sur quelques villes. Le 145e de ligne n'avait plus, le 21 janvier, que 23 officiers et 217 sous-officiers et soldats en état de combattre.
Le maréchal Marmont, pour se maintenir à la hauteur des autres corps, se retira sur Saint-Dizier où il arriva le 24 janvier. La division Ricard protégea cette retraite en se plaçant à l'entrée du défilé des Islettes.
Menacé de nouveau par l'ennemi, Marmont rejoignit le corps du maréchal Ney à Vitry-le-François. Napoléon vint prendre le commandement de l'armée et marcha sur Langres par Saint-Dizier, Joinville et Chaumont.
La division Ricard, restée dans l’Argonne, fut remplacée par la division Brayer du 11e corps, et flanqua la droite de l'armée avec la division Dufour et la brigade de cavalerie Picquet. Le général Gérard eut le commandement de ces troupes, qui ne prirent point part à la bataille de Brienne, le 29 janvier 1814. Le 30 janvier, le général Gérard les réunit et leur fit prendre position à Dienville pour former l'aile droite et garder le pont de l'Aube.
Bataille de La Rothière - (1er février 1814)
La division Ricard fut déployée en masse par bataillon, en deuxième ligne, derrière la division Dufour, qui était appuyée à l'Aube et avait à sa gauche la brigade Picquet s'étendant jusqu'à La Rothière.
Blücher fit attaquer à midi. La neige tombait à gros flocons et rendait le temps obscur. Le général Giulay essaya vainement de s'emparer du pont de Dienville. Le général de brigade Boudin, de la division Ricard, plaça une réserve à l'entrée du village et ses tirailleurs dans les maisons situées près du pont. L'intelligence et la bravoure des soldats de cette division firent échouer toutes les attaques. Le 145e se distingua d'une façon toute particulière dans cette défense. Le corps autrichien du général Giulay eut plusieurs de ses bataillons détruits dans ce combat opiniâtre.
Le centre de l'armée française ayant été enfoncé, et le général de Wrède obtenant des succès contre le général Marmont, Napoléon comprit que la bataille était perdue et ordonna la retraite qui s'exécuta avec difficulté. Le général Gérard n'abandonna qu'à minuit le pont de Dienville qu'il avait si bien défendu.
L'armée française se retira sur Troyes. 
Le 5 février, les deux divisions du général Gérard étaient à Saint-Parres-aux-Tertres. Schwartzenberg, pour forcer l'Empereur à quitter Troyes, menaça sa ligne de retraite en le faisant tourner par la route de Bar-sur-Seine. Le corps de Colloredo (de) s'avança sur cette route. Deux divisions furent envoyées par Napoléon en reconnaissance, chassèrent les Autrichiens au-delà d'Etroy et rentrèrent dans Troyes. Alors, Colloredo voulut s'emparer du pont de La Guillotière à Ruvigny, mais Gérard le repoussa en lui faisant perdre 300 hommes tués ou prisonniers. Le 7 février, après toutes ces affaires, le 145e de ligne n'avait plus que 23 officiers et 127 hommes.
La retraite se continua sur Nogent. Les maréchaux Oudinot et Victor furent chargés de la défense de la Seine, de l'Yonne et du Loing, entre Nogent, Montereau et Auxerre. Napoléon se porta sur la Marne contre l'armée de Silésie. Il emmena avec lui une partie de l'armée, dont la division Ricard. Il rejoignit les maréchaux Ney et Marmont, et, le 10 février, les troupes furent réunies en avant de Sézanne.
Bataille de Champaubert - (10 février 1814)
Le général russe Alsusiew essaya de défendre le pont Saint-Prix. Les divisions Lagrange et Ricard l'emportèrent, et l'ennemi fut poussé jusque sous Baye. L'Empereur déploya l'infanterie dans la plaine, porta ses troupes à gauche sur la route de Paris et la division Ricard à droite sur Épernay, en longeant un bois. De la sorte, Alsusiew n'eut plus que la route de Montmirail pour battre en retraite. Ce corps russe fut presque complètement pris ou détruit. L'héroïque et infatigable division Ricard avait eu la plus grande part à ces brillants résultats. Le soir même, une brigade de cette division marcha sur Montmirail d'où elle chassa les Cosaques avec l'aide de la cavalerie de la Garde.
Bataille de Montmirail - (11 février 1814)
Le lendemain, l'autre brigade de la division Ricard se rendit à son tour à Montmirail avec les autres troupes. Sacken voulut, avec 16 000 hommes, tenter le combat. Sa droite s'appuyait à la ferme de la Haute-Épine près de la route de Châlons à La Ferté-sous-Jouarre, et sa gauche était au « village de Blessine » situé sur la commune de Vendières.
La gauche de l'armée française défendait le « village de Pomesson » également situé sur la commune de Vendières, et la droite était placée entre les routes de Château-Thierry et de La Ferté. La division Ricard avait encore les postes d'honneur. Une partie était à Pomesson, clef du passage par le vallon du Petit-Morin, et le reste était à la droite avec la cavalerie. La lutte fut acharnée, car les Russes étaient plus nombreux au commencement de la journée, Napoléon ayant été obligé de laisser hors du champ de bataille une bonne partie de ses troupes.
Une division ennemie eut quelque succès contre notre gauche, et s'empara « village de Pomesson », mais le général Ricard reprit définitivement ce village, et les Russes chassés furent obligés de s'enfuir dans la forêt de Nogent.

La division Ricard, après tant d'efforts, éprouva naturellement des pertes très grandes. Presque tous les officiers supérieurs furent blessés.
Bataille de Vauchamps - (12 février 1814)
Blücher s'était décidé à avancer sur Montmirail. Son infanterie occupa Vauchamps, et plaça des tirailleurs dans le bois situé en avant. Le reste de l'armée s'installa à 600 mètres derrière. A dix heures, la première brigade de la division Ricard s'approcha sur la droite par le bois de Beaumont, et la deuxième attaqua de front Vauchamps. L'ennemi repoussa cette dernière et voulut la poursuivre, mais notre cavalerie survint, le ramena en désordre et en fit un véritable carnage. La position de Blücher fut enlevée, et sa retraite menacée. Il essaya de se retirer en combattant. Les carrés d’infanterie qu'il forma furent enfoncés et pris pour la plupart. Cette résistance donna le temps à plusieurs divisions de notre cavalerie de se porter sur ses derrières. Alors, ce fut une déroute complète.
Il y eut une nouvelle organisation de l'armée prescrite par Napoléon après la victoire de Montereau remportée le 18 février. À la suite de tant de combats, le premier bataillon du 145e ne possédait plus assez d'hommes pour continuer la campagne. Aussi, le 21 février, ne figure-t-il plus sur la situation du 6e corps. Il fut envoyé à la réserve de Paris et reçut des conscrits. Il fut placé à la 1re brigade du général Langeron, de la 2e division de la réserve de Paris commandée par le général Souham. Le 145e RI avait, le 1er mars, 23 officiers et 449 hommes de troupe. Il était à Moret-sur-Loing le 8 mars.
Un rapport du général de brigade Langeron, du 14 mars, donne quelques renseignements sur l'état de ce bataillon à cette époque. Il n'y a aucun effet de campement. Les hommes n'ont qu'une paire de souliers. De nombreuses armes ont besoin de réparations, 180 hommes sont à l'école de peloton et le reste n'en est qu'à apprendre la position. Il manque 114 habits et 17 capotes. Il n'y a pas de chef de bataillon. Le commandement resta, pendant toute la campagne, au capitaine Korczuski. Le premier bataillon du 145e avait conservé l'aigle. Le général demanda qu'elle fût renvoyé au dépôt.
Le premier bataillon du 145e fut placé sous le commandement du major Aubry, qui avait encore sous ses ordres un bataillon du 46e de ligne et un du 28e léger.
Le 15 mars, la brigade Langeron était en marche sur Pont-sur-Yonne. Un ordre du ministre de la Guerre rappela la division du général Souham de l'Yonne sur la Seine. Ces troupes arrivèrent à Nogent-sur-Seine le 26 mars. Le maréchal Marmont les laissa dans cette ville, espérant qu'elles couvriraient le mouvement rétrograde des deux corps qui battaient en retraite sur Paris (corps de Marmont et corps de Mortier).
Après la capitulation de Paris, le 31 mars, l'armée française prit position sur la rivière d'Essonne. Pendant les pourparlers relatifs à l'abdication de Napoléon, le maréchal Marmont laissa le commandement de ses troupes au général Souham, qui les emmena de sa propre autorité, le 5 avril, à Versailles, pour les placer sous l'obéissance de Louis XVIII.
Il reste à parler des deux bataillons du 145e de ligne organisés au dépôt.

##### Armée de Lyon
Les premiers jours de janvier, le 2e bataillon réorganisé avait à Marseille les 4e, 5e et 6e compagnies, et le 5e bataillon avait toujours ses quatre compagnies. Le 145e de ligne détacha à la division Musnier, qui défendait Lyon, les trois premières compagnies du 2e bataillon, comprenant 12 officiers et 390 hommes. Elles arrivèrent le 19 janvier et furent placées à la brigade Pouchelon. Le reste du régiment demeura à Marseille.
Prise de Fort l'Écluse (1er mars 1814)
Le maréchal Augereau arriva le 22 janvier avec un renfort et repoussa jusqu'à Montluel les Autrichiens, qui avaient déjà pénétré dans Lyon. Ayant reçu de nouvelles troupes au commencement de février, le maréchal Augereau fit reprendre l'offensive contre les Autrichiens disséminés. Le général Pouchelon se porta de Lyon sur Nantua, avec les bataillons du 145e et du 16e de ligne. Ces deux faibles bataillons firent partie de la colonne du général Bardet qui marchait sur le fort l'Écluse et qui l'enlevèrent le 1er mars 1814.
Bataille de Saint-Julien (1er mars 1814)
Le général Pouchelon ayant rejoint la division Dessaix, qui se dirigeait sur Genève, prit part à un combat très glorieux. Le général autrichien Klebelsberg (de) fut attaqué par trois colonnes. Le général Pouchelon commanda celle de gauche et fut chargé de débusquer les postes ennemis qui se trouvaient dans les bois, situés à gauche de la route de Chambéry à Genève. Une centaine de tirailleurs furent envoyés. Ils s'emparèrent avec promptitude du bois, qui demeura au pouvoir du général Pouchelon, dont Dessaix se loua beaucoup dans son rapport au général Marchand. Les autres colonnes n'eurent pas moins de succès.
Les troupes françaises n'étaient composées que de conscrits n'ayant pas deux mois de service. Cependant, elles battirent un ennemi bien supérieur en nombre et s'emparèrent de positions importantes défendues par de l'artillerie. Les Autrichiens perdirent plus de 1 000 hommes, les Français 300 seulement.
Les alliés envoyèrent de nombreux renforts contre l'armée de Lyon. Le général Pouchelon se trouva au combat de Mâcon, le 11 mars, mais ne put faire une diversion qu'il lui avait été ordonné d'exécuter sur la tête de pont de Mâcon.
Le maréchal Augereau se replia sur Lyon. Pendant la bataille de Limonest, le 20 mars, les quelques compagnies du général Pouchelon, formant un seul bataillon, furent sous les ordres du général Bardet, qui résista avec intrépidité, à Miribel, au général Hardegg (de), débouchant par la route de Bourg. La belle résistance des troupes françaises coûta aux alliés plus de 3 000 hommes tandis qu'elles n'en perdirent que 946. Lyon ne pouvant être défendu, les Français battirent en retraite sur l'Isère.
Après l'exil de Napoléon Ier à l'île d'Elbe, l'ordonnance royale du 12 mai 1814, qui réorganise les corps de l'armée française, les débris du 145e régiment d'infanterie de ligne sont incorporés dans le 16e régiment d'infanterie de ligne le 27 juillet 1814.
Le no 145 n'existe plus et devient vacant et le reste jusqu'à la loi du 25 juillet 1887 qui crée 18 régiments d'infanterie numérotés de 145 à 162.

### 1814 à 1887
Le 145e régiment d'infanterie n'existe plus.

### 1887 à 1914
Le 145e RI, est formé le 25 juillet 1887 à 3 bataillons provenant des 1er régiment d'infanterie, 40e régiment d'infanterie et 84e régiment d'infanterie, à Maubeuge.
Le 1er mai 1891, le régiment tire sur des ouvriers en grève. L'événement est connu sous le nom de la Fusillade de Fourmies.
En 1905, le régiment, commandé par le colonel Persil, tenait garnison à Maubeuge et à Montmédy (4e bataillon).

### Première Guerre mondiale

#### 1914
En casernement Maubeuge, le régiment n'est pas endivisionné, il est affecté dans la garnison de Maubeuge.

Le 145e Régiment d'Infanterie appartenait, en temps de paix, à la garnison normale de la Place de Maubeuge. 
D'après le plan de mobilisation, il faisait partie, en cas de guerre, de la réserve générale de la Place, qui comprenait :
- le 4e régiment d'infanterie territoriale,
- le 345e régiment d'infanterie de Réserve,
- 2 escadrons de cavalerie de réserve du 6e régiment de chasseurs à cheval et
- 4 batteries territoriales de campagne de 75 mm, et à laquelle le haut commandement affecta, quelques jours après l'ouverture des hostilités, les
- 31e régiment d'infanterie coloniale venant de Cherbourg
- 32e régiment d'infanterie coloniale, venant de Brest.
- 28 août 1914 au 8 septembre 1914 : Siège de Maubeuge.
- Ce régiment fut intégralement fait prisonnier parmi les 45 000 combattants de la poche de Maubeuge. Ses soldats furent internés dans les camps allemands de Chemnitz, Soltaut, Hamborn, Minden, etc. jusqu'en décembre 1918-janvier 1919.

### Entre-deux-guerres
Néant.

### Seconde Guerre mondiale
Le régiment n'existe pas durant le conflit.

## Drapeau
Il porte, cousues en lettres d'or dans ses plis, les inscriptions suivantes :
- Loano 1795
- Lützen 1813
- Wurschen 1813

## Faits d'armes faisant particulièrement honneur au régiment
- Bataille de Loano (1795)
- Bataille de Lützen (1813)
- Bataille de Wurschen (1813)

## Personnages célèbres ayant servi
- François Michel Brayer (1788-1848) alors chef de bataillon
- Jean-Antoine David (1767-1799)

## Pertes humaines
- Colonels tués et blessés à la tête du 145e régiment d'infanterie de ligne :

Colonel François-Antoine Nicolas : blessé le 21 mai 1813 à la bataille de Wurschen.
- Officiers tués et blessés alors qu'ils servaient dans le 145e régiment d'infanterie durant la période 1813-1814 :

Officiers tués: Onze
Officiers morts de blessures: Aucun
Officiers blessés: Trente-sept

## Sources et bibliographie
- À partir du Recueil d'Historiques de l'Infanterie Française (Général Andolenko - Eurimprim 1969).
- Marseille 1914-1918 de Jean Yves le Naour édité par les Éditions Qui Vive.
- Historique du 145e régiment d'infanterie, Paris, Berger-Levrault, 35 p., lire en ligne sur Gallica.
- Émile Simond : Historique des nouveaux régiments créés par la loi du 25 juillet 1887
- Joseph Rougé : Combats de Mâcon en 1814 et 1815
- Émile Mugnot de Lyden : : Nos 144 Régiments de ligne
- Historiques des corps de troupe de l'armée française (1569-1900)